# Черемхово (Красночикойский район)
Черемхо́во — село в Красночикойском районе Забайкальского края. Административный центр сельского поселения «Черемховское».

## География
Село находится на правом берегу реки Чикой, на автодороге местного значения Малоархангельск — Ядрихино, на расстоянии 110 км к северо-востоку от села Красный Чикой, административного центра района.

## Население
| 1989 | 2002 | 2010 | 2021 |
| ---- | ---- | ---- | ---- |
| 782  | ↘712 | ↘686 | ↘580 |

## Улицы
| - ул. Береговая, - ул. Лесная, - ул. Молодёжная, - ул. Новая, | - ул. Центральная, - пер. Школьный, - ул. Энергетиков. |